# Unreleased and Revamped
Unreleased and Revamped je prvi EP američke hip hop grupe Cypress Hill, izdan je 13. kolovoza 1996. godine. Na EP-u se nalaze remixi njihovih ranije objavljenih pjesama, kao i tri dotad neobjavljene stvari ("Throw Your Hands in the Air", "Intellectual Dons" i "Whatta You Know")

## Popis pjesama
1. "Boom Biddy Bye Bye (Fugees Remix)" (feat. Lauryn Hill)
2. "Throw Your Hands in the Air" (feat. Redman, Erick Sermon & MC Eiht)
3. "Intellectual Dons" (feat. Call O' Da Wild)
4. "Hand on the Pump (Muggs' Blunted Mix)"
5. "Whatta You Know"
6. "Hits from the Bong (T-Ray's Mix)"
7. "Illusions (Q-Tip Remix)"
8. "Latin Lingo (Prince Paul Mix)"
9. "When the Ship Goes Down (Diamond D Remix)"

## Izvođači
- B-Real – pjevač
- Sen Dog – pjevač
- DJ Muggs – produkcija, miksanje

## Top ljestvica

### Albuma
| Godina | Ljestvica              | Pozicija |
| ------ | ---------------------- | -------- |
| 1996.  | The Billboard 200      | #21      |
| 1996.  | Top R&B/Hip Hop Albumi | #15      |

## Vanjske poveznice
- allmusic.com - Unreleased and Revamped